# Befehl von ganz unten
Befehl von ganz unten ist das fünfte Studioalbum der Hamburger Hip-Hop- und Electropunk-Formation Deichkind und kam am 10. Februar 2012 auf den Markt.

## Titelliste
| 1              | Tetrahedon                   | 0:59 |
| 2              | 99 Bierkanister              | 3:31 |
| 3              | Befehl von ganz unten        | 3:56 |
| 4              | Leider geil                  | 3:11 |
| 5              | Der Mond                     | 4:24 |
| 6              | Illegale Fans                | 3:21 |
| 7              | Partnerlook                  | 3:33 |
| 8              | Bück dich hoch               | 4:07 |
| 9              | Egolution                    | 3:57 |
| 10             | Pferd aus Glas               | 4:12 |
| 11             | Der Strahl                   | 3:30 |
| 12             | Die rote Kiste (feat. Slime) | 1:36 |
| Deluxe-Edition |                              |      |
| 13             | Roll das Fass rein           | 3:59 |
| 14             | Herz aus Hack                | 2:28 |

## Chartplatzierungen
Die CD war in Deutschland sowie in Österreich und der Schweiz kommerziell erfolgreich. Das erfolgreichste Lied des Albums ist Leider geil.
| ChartsChartplatzierungen | Höchstplatzierung | Wochen |
| ------------------------ | ----------------- | ------ |
| Deutschland (GfK)        | 2 (34 Wo.)        | 34     |
| Österreich (Ö3)          | 5 (28 Wo.)        | 28     |
| Schweiz (IFPI)           | 16 (11 Wo.)       | 11     |

## Rezeption
Auf Alexander Austel von laut.de wirkt dieser „wild zusammengebraute Soundbrei anstrengend bis nervig“. Zudem leide der Liedtext unter der „klanglichen Reizüberflutung“. Die Rezension von Jürgen Ziemer (Rolling Stone) hebt hervor, dass das Album „humorvoll und virtuos mit der eigenen Szene-Sprache und den entsprechenden Verhaltensmustern“ spielt. Es sei „meist sehr lustig und unterhaltsam – aber nie um den Preis einer fraternisierenden Haltung, die alle Widersprüche weglacht“. Auf plattentests.de erhielt das Album eine Wertung von 7/10. Der Liedtitel Leider geil wurde von Ende 2012 bis 2014 als Slogan für den deutschen Fernsehsender Tele 5 verwendet.